# 法揚斯法則
法揚斯法則（英語：Fajans' rules）在1923年由科學家卡西米爾·法揚斯提出，在無機化學中用以判斷化學鍵結屬於共價鍵還是離子鍵。可以簡單整理原則如下：
| 離子鍵     | 共價鍵     |
| ---------- | ---------- |
| 正電荷較少 | 正電荷較多 |
| 陽離子較大 | 陽離子較小 |
| 陰離子較小 | 陰離子較大 |

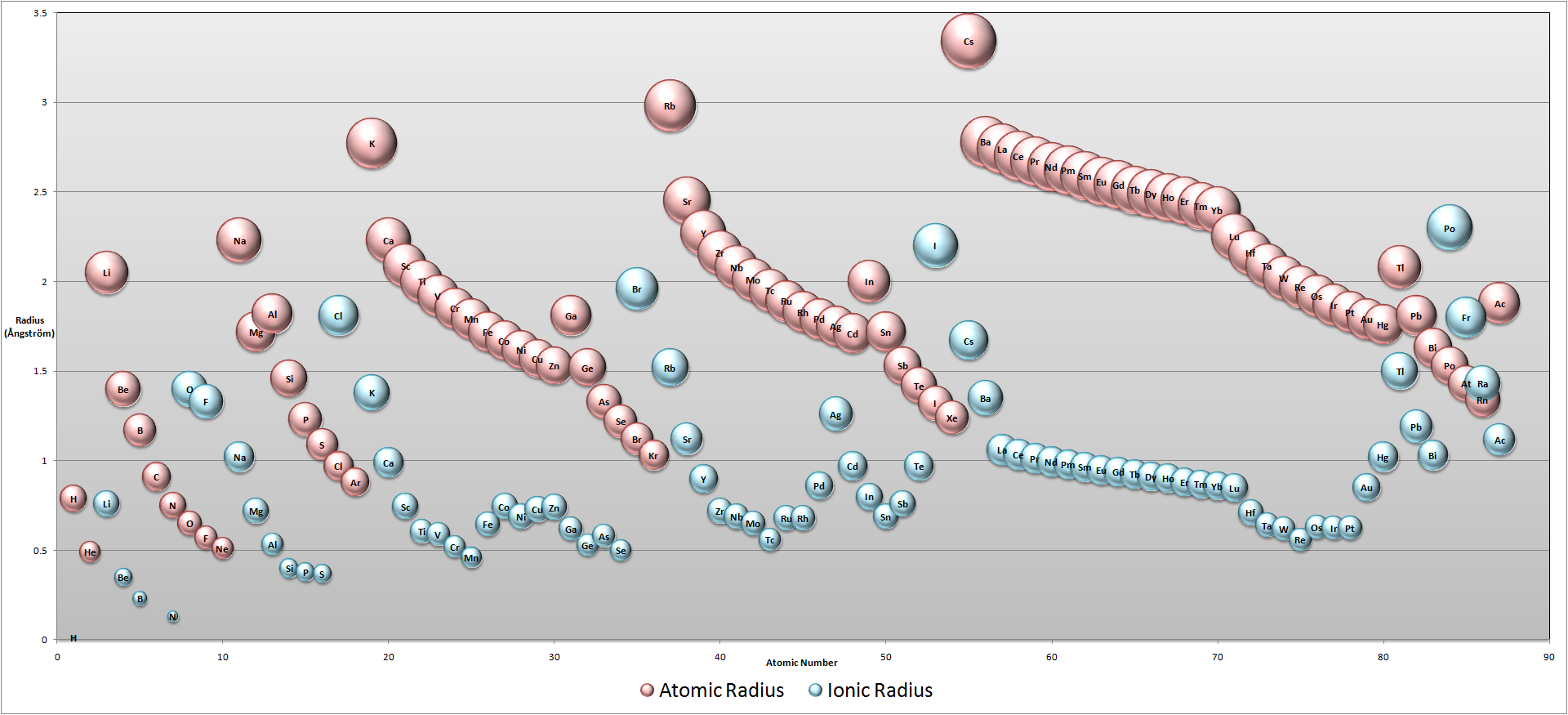
有關原子半徑以及離子半徑的關係

因此氯化钠（正電荷較少（+1），陽離子比較大（~1 Å），陰離子比較小（0.2 Å））是離子鍵，而碘化铝（正電荷較多（+3），陰離子較大）是共價鍵。